# Prolinhomoeus purpureus
Prolinhomoeus purpureus är en rundmaskart som beskrevs av Timm 1961. Prolinhomoeus purpureus ingår i släktet Prolinhomoeus och familjen Linhomoeidae. Inga underarter finns listade i Catalogue of Life.